# Лавлинский, Андрей Викторович
Андрей Викторович Лавлинский (20 марта 1969, Воронеж, СССР) — советский и российский футболист, вратарь, судья.
Воспитанник воронежского футбола. Дебютировал в 1986 году во второй лиге в составе «Атома» Нововоронеж. В 1987 году сыграл две игры в первой лиге в составе воронежского «Факела». В 1990 году провёл две игры во второй низшей лиге за «Буран» Воронеж; сыграл одну игру в первенстве первой лиги за «Факел» и одну игру в качестве полевого игрока в 1/64 Кубка СССР против пермской «Звезды» (0:5). В 1991 году провёл две игры за «Факел». В 1992 году сыграл 8 игр в чемпионате Казахстана за «Горняк» Хромтау, пропустил 8 мячей. 1993 год начал в «Факеле», но не провёл ни одной игры и перешёл в команду второй лиги «Кавказкабель» Прохладный; за 3,5 сезона сыграл 46 игр, после чего завершил профессиональную карьеру. В 1997—1998 годах играл за воронежский «Престиж».
С 1995 года — судья республиканской категории, обслуживал матчи второй лиги, первенства КФК и низших стадий Кубка СССР. Предприниматель.